# Rádio S.Amb.A.
| Críticas profissionais | Críticas profissionais |
| Avaliações da crítica  | Avaliações da crítica  |
| Fonte                  | Avaliação              |
| ---------------------- | ---------------------- |
| allmusic               | [ 1 ]                  |

Rádio S.Amb.A.: Serviço Ambulante de Afrociberdelia, é o quarto álbum da banda brasileira de manguebeat Nação Zumbi, lançado em 2000. É o primeiro álbum da banda com Jorge dü Peixe totalmente livre nos vocais.

## Faixas
| N.º | Título                                           | Duração |  |
| 1.  | "Do Mote do Doutor Charles Zambohead/Azougue"    | 6:24    |  |
| 2.  | "Caranguejo da Praia das Virtudes (Madame Satã)" | 2:35    |  |
| 3.  | "Lo-Fi Dream (Los Sebosos Postizos)"             | 5:35    |  |
| 4.  | "Arrancando as Tripas"                           | 3:19    |  |
| 5.  | "Pela Orla dos Velhos Tempos"                    | 3:21    |  |
| 6.  | "Remédios"                                       | 3:21    |  |
| 7.  | "O Carimbó/Côco Assassins (Bailado Capenga)"     | 6:56    |  |
| 8.  | "Quando a maré Encher"                           | 3:24    |  |
| 9.  | "Antromangue/Brasília"                           | 2:51    |  |
| 10. | "Na Balada do Rio Salgado"                       | 3:26    |  |
| 11. | "João Galafuz"                                   | 3:31    |  |
| 12. | "Jornal da Morte"                                | 3:07    |  |
| 13. | "Zumbi X Zulu"                                   | 2:07    |  |
| 14. | "Del Chifre's Beach"                             | 2:21    |  |

### Rádio S.Amb.A. [Bonus Tracks]
Há uma versão do álbum em que as faixas "Do Mote do Doutor Charles Zambohead/Azougue", "O Carimbó/Côco Assassins" e "Antromangue/Brasília" estão separadas. Foi lançada nos Estados Unidos, somente pela internet.
| Rádio S.Amb.A [Bonus Tracks] |                                                  |         |  |
| N.º                          | Título                                           | Duração |  |
| 1.                           | "Do Mote do Doutor Charles Zambohead"            | 2:07    |  |
| 2.                           | "Azougue"                                        | 4:20    |  |
| 3.                           | "Caranguejo da Praia das Virtudes (Madame Satã)" | 2:36    |  |
| 4.                           | "Lo-Fi Dream (Los Sebosos Postizos)"             | 5:36    |  |
| 5.                           | "Arrancando as Tripas"                           | 3:18    |  |
| 6.                           | "Pela Orla dos Velhos Tempos"                    | 3:21    |  |
| 7.                           | "Remédios"                                       | 3:32    |  |
| 8.                           | "O Carimbó"                                      | 5:52    |  |
| 9.                           | "Côco Assassins (Bailado Capenga)"               | 1:10    |  |
| 10.                          | "Quando a maré Encher"                           | 3:24    |  |
| 11.                          | "Antromangue"                                    | 0:58    |  |
| 12.                          | "Brasília"                                       | 1:53    |  |
| 13.                          | "Na Balada do Rio Salgado"                       | 3:27    |  |
| 14.                          | "João Galafuz"                                   | 3:33    |  |
| 15.                          | "Jornal da Morte"                                | 3:10    |  |
| 16.                          | "Zumbi X Zulu"                                   | 2:07    |  |
| 17.                          | "Del Chifre's Beach"                             | 2:24    |  |

## Créditos

### Integrantes
- Pixel 3000 - vocal
- Jackson Bandeira - guitarra
- Djeiki Sandino - baixo
- Fortrex - bateria e percussão
- Amaro Satélito - alfaia e voz
- Mocambo - alfaia e voz
- Tocaia - percussão e voz
- Dr. Charles Zambohead - letras e ideias

### Ficha técnica
- Participações especiais: Fred Zero Quatro, Maciel Salu, "O" Rocha, Bocato e Lia de Itamaracá.
- Produzido por Nação Zumbi.
- Arte por Ricardo Fernandes e MZK.